# Kulturzentrum „Europahaus“

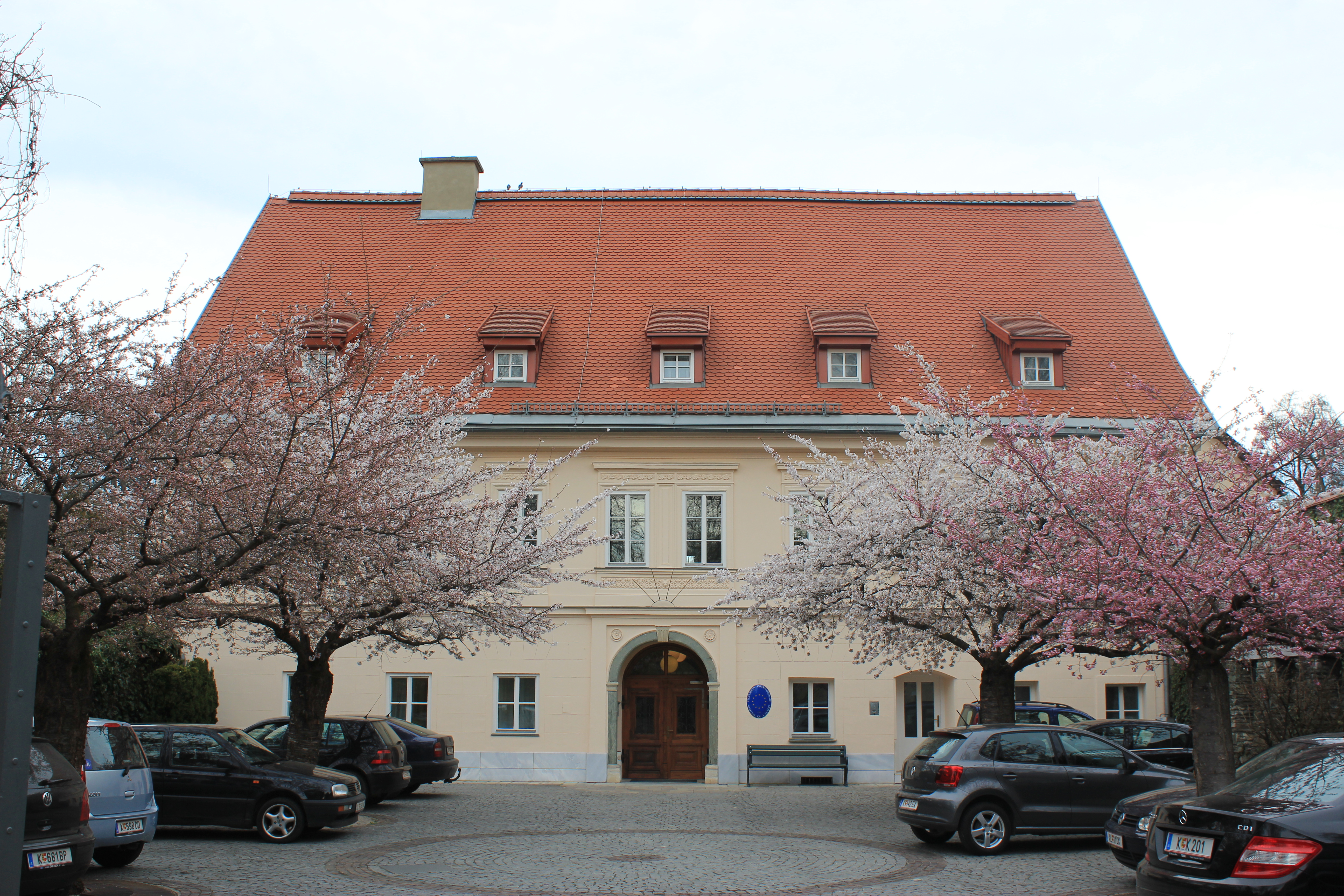
Haus Reitschulgasse 4

Das Kulturzentrum „Europahaus“ ist ein denkmalgeschütztes Gebäude und eine Versammlungsstätte mit verschiedenartigen Nebenräumen, in dem sich der Verein Europahaus Klagenfurt sowie Europe Direct befinden. Das Gebäude befindet sich in der Inneren Stadt und liegt etwa 600 Meter nordwestlich vom Stadtzentrum entfernt. Die Anschrift lautet Reitschulgasse 4, 9020 Klagenfurt, die Grundstücksnummer 177. In der näheren Umgebung befinden sich das Künstlerhaus, das Stadthaus, das Stadttheater und das Landhaus. 

## Beschreibung
Das Gebäude steht mit der Nordmauer auf den Resten der Grundmauern der Nordwestbastei der ehemaligen Klagenfurter Stadtbefestigung aus dem 16. Jahrhundert. Es hat einen polygonen Grundriss und ist etwa 27,5 Meter lang und 13 Meter breit. Im Obergeschoß befinden sich zwei Veranstaltungssäle (80 m² und 37 m²) und im Dachgeschoß zwei Ateliers. Diese werden vom Eigentümer Landeshauptstadt Klagenfurt an Autoren und Künstler vergeben.
Das im Kern aus dem 18. Jahrhundert stammende zweigeschoßige palaisartige neunachsige Haus mit hohem Walmdach und mittlerer Doppelachse wird von einem Rundbogentor dominiert. Über dem Rundbogenportal befindet sich ein Doppelfenster. Die Fassade wurde im dritten Viertel des 19. Jahrhunderts erneuert und ist heute mit Sturz- und Sohlbankgesimsen im 1. Obergeschoß bzw. Sturz- und Parapetfeldern mit ornamentalen Friesen ausgestattet.
Im Untergeschoß befanden sich ursprünglich Ställe. Diese werden heute als Büro- bzw. Galerieräume genutzt.

## Geschichte
Das Gebäude wurde vermutlich 1829/30 in Zusammenhang mit der Errichtung der neuen ständischen Reitschule auf der ehemaligen Fluderbastei erbaut. Darin befand sich von 1833 bis 1858 der erste Kindergarten in Kärnten (als Kleinkinder-Bewahranstalt bezeichnet). Danach ist das Gebäude immer mehr verkommen. In den 1980er Jahren wurde es saniert. Davor stand das Gebäude vor dem Abriss und wurde von Jugendlichen vom Verein Kommunikationszentrum aus Protest besetzt. Die Besetzung begann am 20. Juni 1979, parallel zu dem im Rahmen der „Woche der Begegnung“ stattfindenden Bachmannwettbewerb und als Protest gegen die Form des Wettlesens. Die Besetzung, die als die erste Hausbesetzung in Klagenfurt gilt, sollte fast ein Jahr dauern. Die Aktivisten verfolgten das Ziel, ein Kultur- und Kommunikationszentrum (KommZ) für alle zu etablieren. In dieser Zeit fanden 193 Veranstaltungen im Haus sowie im vorgelagerten Garten statt, darunter Konzerte, Diskussionen und Lesungen von u. a. Peter Handke, Gert Jonke und Peter Turrini. Die Forderungen der Besetzer wurden von vielen Kunstschaffenden und Personen des öffentlichen Lebens unterstützt. Nachdem mit der Stadt geführte Verhandlungen gescheitert waren, wurde das Areal am 21. März 1980 durch die Stadt geräumt.
Im September 1982 wurde von der Stadt Klagenfurt unter dem damaligen Bürgermeister Leopold Guggenberger dem Verein Europahaus Klagenfurt ein Büro im Haus kostenlos zur Verfügung gestellt.

## Name
Namensgebend für das Kulturzentrum ist der Verein Europahaus Klagenfurt. Der Trägerverein wurde 1965 als gemeinnütziger, überparteilicher Verein mit dem Ziel gegründet, politische Bildung und Erwachsenenbildung zu fördern und umzusetzen, europäische Werte zu vermitteln, das Zusammenwachsen Europas zu fördern und das europäische Bewusstsein zu stärken. Im Kulturzentrum „Europahaus“ befindet sich seit 2018 auch Europe Direct. Beide Einrichtungen setzen sich für den europäischen Gedanken ein und verstehen sich seit dem EU-Beitritt Österreichs auch als Bindeglied zu den Einrichtungen der EU. Präsident des Vereins ist Alt-Landeshauptmann Christof Zernatto, Direktor ist Marc Germeshausen.
Am 10. Dezember 2022 wurde das „Europahaus“ mit dem Ehrendiplom Diplôme d’Honneur und der langjährige Präsident, Valentin Petrisch, mit der silbernen Medaille, der Fondation du Mérite Européen ausgezeichnet.